# Jättestjärna
En jättestjärna, eller rätt och slätt jätte, är en stjärna som befinner sig i sena utvecklingsstadier, där allt väte hunnit omvandlas till helium och kol i centrum. Sådana stjärnor har avsevärt större radie och luminositet än huvudseriestjärnor med samma yttemperatur. Vanligen har en jättestjärna en radie mellan 10 och 100 gånger solens radie och mellan 10 och 1 000 gånger dess luminositet. Stjärnor som är ännu större och ljusstarkare benämns superjättar och hyperjättar. En mycket varm och ljusstark huvudsekvensstjärna kan också refereras till som jättestjärna. Förutom dessa ligger jättestjärnorna på grund av sin storlek och luminositet över huvudsekvensstjärnorna i Hertzsprung-Russell-diagram (se illustration till höger) i luminositetsklass II (ljusstarka jättar) och III (vanliga jättestjärnor).
Välkända jättestjärnor är Aldebaran, Arcturus, Capella, Spica och Bellatrix.
Solen kommer så småningom att utvecklas till en röd jätte. Det kommer att ske om ungefär fem miljarder år. Den kommer då att bli så stor att den slukar Merkurius, Venus och förmodligen också jorden.